# Avante (partido político)
Avante (en portugués: Avante, AVANTE) es un pequeño partido político de Brasil. 

## Historia

### Partido Laborista de Brasil (1989-2017)
Se fundó en 1989 por disidentes del Partido Laborista Brasileño como el Partido Laborista de Brasil (Partido Trabalhista do Brasil, PTdoB). Obtuvo el registro definitivo en el 1994 y su código electoral es el 70. Su presidente fue Luis Henrique Resende.
En las elecciones legislativas del 2002 no obtuvo ningún diputado, cuatro años después prácticamente doblo sus votos y de esta forma pudo conseguir un único diputado.
Tras las elecciones del 2006 anunció su fusión con el PRONA y el Partido Liberal para crear el Partido de la República. Sin embargo, en el último momento el PTdoB decidió permanecer como partido individual, al no estar de acuerdo con el programa pactado por los otros dos partidos.
El PTdoB votó a favor del proceso de destitución a Dilma Rousseff.

### Partido Adelante (2017-presente)
En 2017, el PTdoB cambió su nombre a AVANTE, que significa en portugués Adelante.
En elecciones generales de Brasil de 2018, AVANTE apoyó al candidato de tercera vía Ciro Gomes, formando la alianza Brasil Soberano (PDT • AVANTE), obteniendo el tercer puesto con un 12% de votos.
Durante el gobierno de Jair Bolsonaro (2019-2023) el partido expresó su apoyo a la oposición no bolsonarista en el congreso de diputados y en las generales de 2022 apoyó a Lula da Silva (ganando en primera y segunda vuelta).
En la actualidad, el presidente del partido es Luis Tibé y AVANTE cuenta con 185.473.